# Hylebatis scintillifera
Hylebatis scintillifera är en fjärilsart som beskrevs av Turner 1908. Hylebatis scintillifera ingår i släktet Hylebatis och familjen Crambidae. Inga underarter finns listade i Catalogue of Life.